# Tarantella (film)
Tarantella is een Amerikaanse korte experimentele film uit 1940. De film werd in 2010 opgenomen in de National Film Registry.